# Liste de plantes mellifères d’Australie
L’Australie possède une flore endémique mellifère très diverse.
Les espèces les plus notables consistent de :
| Nom commun                                 | Nom scientifique         | Distribution                                 |
| Banksia                                    | Banksia                  | Divers                                       |
| Gommier noir, et en anglais Blackbox       | Eucalyptus largiflorens  | Divers                                       |
| Gommier pilularis, et en anglais Blackbutt | Eucalyptus pilularis     | Divers                                       |
| Bloodwood                                  | Corymbia                 | Divers                                       |
| Blue Gum                                   | Eucalyptus               | Australie du Sud, Tasmanie                   |
| Grey Box                                   | Eucalyptus microcarpa    | Divers                                       |
| Ironbark, Narrowleaf                       | Eucalyptus               | Australie-Occidentale                        |
| Jarrah                                     | Eucalyptus marginata     | Australie-Occidentale                        |
| Karri                                      | Eucalyptus diversicolor  | Australie-Occidentale                        |
| Leatherwood                                | Eucryphia lucida         | Tasmanie                                     |
| Mallee                                     | Eucalyptus               | Australie-Occidentale                        |
| Powderbark                                 | Eucalyptus               | Australie-Occidentale                        |
| Spotted Gum                                | Corymbia maculata        | Queensland                                   |
| Yellowbox                                  | Eucalyptus melliodora    | Nouvelle-Galles du Sud, Victoria, Queensland |
| Red gum                                    | Eucalyptus camaldulensis | Divers                                       |
| Red Stringy bark                           | Eucalyptus Macrorhyncha  | Australie du Sud                             |